# Magyarrégen
Magyarrégen önálló község volt 1926-ig, akkor Szászrégenhez csatolták. Románia Maros megyéjében található.

## Története
A trianoni békeszerződés előtt Maros-Torda vármegye Régeni felső járásának volt a székhelye. A második világháború idején újra Magyarország része volt.

## Nevezetes személyek
- Koós Ferenc (1828–1905) református lelkész, író (itt született)
- Márk Gergely (1923–2012) kertészmérnök, gyógynövény- és rózsanemesítő (itt született)
- Nagy Lajos (1867–1929) tanító